# European Challenge Cup 2002-03
La European Rugby Challenge Cup 2002-2003 fue la séptima temporada  de la European Rugby Challenge Cup, la segunda competición de rugby union por clubes de los países integrantes del Torneo de las Seis Naciones, y algún que otro participante de otros países.

## Partidos

### Fase 1
| Clasificado       | Puntos | Puntaje agregado | Diferencia de puntos | Clasificado al Shield |
| ----------------- | ------ | ---------------- | -------------------- | --------------------- |
| Saracens          | 4 – 0  | 238 – 11         | 227                  | Dinamo București      |
| Stade Français    | 4 – 0  | 145 – 26         | 119                  | Rovigo                |
| Pontypridd        | 4 – 0  | 143 – 26         | 117                  | Rugby Roma            |
| Colomiers         | 4 – 0  | 133 – 19         | 114                  | L'Aquila              |
| Borders           | 4 – 0  | 150 – 37         | 113                  | UC Madrid             |
| Bath              | 4 – 0  | 97 – 22          | 75                   | Gran Parma            |
| London Wasps      | 4 – 0  | 82 – 24          | 58                   | Overmach Parma        |
| NEC Harlequins    | 4 – 0  | 104 – 47         | 57                   | Caerphilly            |
| Leeds Tykes       | 4 – 0  | 81 – 36          | 45                   | Petrarca Padova       |
| Narbonne          | 4 – 0  | 75 – 37          | 38                   | Rugby Silea           |
| Connacht          | 4 – 0  | 73 – 41          | 32                   | Mont de Marsan        |
| Benetton Treviso  | 4 – 0  | 55 – 26          | 29                   | Castres Olympique     |
| Bordeaux-Bègles   | 4 – 0  | 70 – 46          | 24                   | La Moraleja           |
| Newcastle Falcons | 4 – 0  | 52 – 29          | 23                   | Grenoble              |
| Montauban         | 2 – 2  | 45 – 36          | 9                    | Ebbw Vale             |
| Bridgend          | 2 – 2  | 33 – 27          | 6                    | Pau                   |

### Fase 2
| Clasificado       | Puntos | Puntaje agregado | Diferencia de puntos | Eliminado        |
| ----------------- | ------ | ---------------- | -------------------- | ---------------- |
| London Wasps      | 4 – 0  | 72 – 29          | 43                   | Bordeaux-Bègles  |
| Stade Français    | 4 – 0  | 55 – 12          | 43                   | NEC Harlequins   |
| Saracens          | 4 – 0  | 46 – 25          | 21                   | Colomiers        |
| Montauban         | 4 – 0  | 31 – 22          | 9                    | Borders          |
| Pontypridd        | 3 – 1  | 56 – 42          | 14                   | Leeds Tykes      |
| Bath              | 2 – 2  | 64 – 38          | 26                   | Bridgend         |
| Newcastle Falcons | 2 – 2  | 43 – 32          | 11                   | Benetton Treviso |
| Connacht          | 2 – 2  | 50 – 49          | 1                    | Narbonne         |

### Cuartos de final
| Clasificado  | Puntos | Puntaje agregado | Diferencia de puntos | Eliminado         |
| ------------ | ------ | ---------------- | -------------------- | ----------------- |
| London Wasps | 4 – 0  | 62 – 34          | 28                   | Stade Français    |
| Pontypridd   | 4 – 0  | 47 – 39          | 8                    | Connacht          |
| Saracens     | 2 – 2  | 60 – 41          | 19                   | Newcastle Falcons |
| Bath         | 2 – 2  | 48 – 45          | 3                    | Montauban         |

### Semifinal
| Clasificado  | Puntos | Puntaje agregado | Diferencia de puntos | Eliminado  |
| ------------ | ------ | ---------------- | -------------------- | ---------- |
| London Wasps | 4 – 0  | 61 – 36          | 25                   | Pontypridd |
| Bath         | 2 – 2  | 57 – 57          | 0                    | Saracens   |

### Final
| 25 de mayo | Bath Rugby | 30 - 48 | London Wasps | Madejski Stadium,               |  |
|            |            |         |              | Asistencia: 18.074 espectadores |  |

| Bandera de Inglaterra |
| Campeón London Wasps  |
| Primer título         |